# Janet Watson
Pour les articles homonymes, voir Watson.
Janet Vida Watson (1923 - 1985) est une géologue et universitaire britannique. Elle est professeure de géologie à l'Imperial College de Londres. Elle est élue en 1979 membre de la Royal Society, dont elle est la vice-présidente de 1983 à 1984. Elle est présidente de la Société géologique de Londres de 1982 à 1984.

## Biographie
Janet Watson naît en 1923 à Hampstead, à Londres. Son père, David Watson est paléontologue et professeur de zoologie et d'anatomie comparée à l'université de Londres. Sa mère, Katharine M. Parker, est embryologiste jusqu'à son mariage. Janet Watson fait ses études secondaires à la South Hampstead High School (en) puis à l'université de Reading où elle obtient en 1943 son diplôme de biologie et géologie avec mention très bien. Elle poursuit ses études à l'Imperial College en 1945 dont elle est diplômée avec mention très bien en géologie en 1947.

## Carrière universitaire
Après avoir obtenu son diplôme en 1943, Watson travaille à l'Institut national de recherche en laiterie, puis elle enseigne la biologie à la Wentworth School, Bournemouth,. Elle travaille sur un projet de cartographie dans les Highlands écossais en 1946, puis s'inscrit en études doctorales en 1947, avec comme projet de recherches le gneiss lewisien dans le Highlands du nord-ouest de l'Écosse,. Elle obtient son doctorat en 1949 sous la direction
d'Herbert Harold Read,. Elle se marie en 1949 avec le géologue John Sutton avec qui elle collabore professionnellement tout au long de sa carrière.
Elle est nommée assistante de recherche à l'Imperial College en 1952, puis maître de conférences en 1973,. Elle publie un manuel d'introduction à la géologie avec H.H. Read en 1966, suivi de Introduction to Geology (vol.1 Principles en 1968 et en 1975, Introduction to geology (vol.2) (Earth history: Early Stages of Earth History (t.1) et Later Stages de l'histoire de la Terre (t.2). Elle est nommée professeure de géologie titulaire de chaire à l'Imperial College en 1975. Elle est élue fellow de la Royal Society en 1979. Elle est présidente de la Société géologique de Londres de 1982 à 1984, la première femme à occuper cette fonction.
Elle prend sa retraite académique en 1983. Elle meurt à Oxshott dans le Surrey, le 29 mars 1985 à 61 ans, des suites d'une maladie,.

## Distinctions
- 1954 : bourse Lyell, colauréate avec John Sutton[3]
- 1965 : médaille Bigsby, colauréate avec John Sutton[3]
- 1973 : médaille Lyell[5]
- 1979 : médaille Clough, de la Société géologique d'Édimbourg[5]
- 1979 : fellow de la Royal Society[5]
- La salle de lecture de la bibliothèque de la Société géologique de Londres porte son nom